# Kézilabda az 1996. évi nyári olimpiai játékokon
Az 1996. évi nyári olimpiai játékokon a kézilabdatornákat július 24. és augusztus 4. között rendezték. A magyar női kézilabda-válogatott bronzérmes lett.

## Éremtáblázat
| Az 1996. évi nyári olimpiai játékok éremtáblázata kézilabdában | Az 1996. évi nyári olimpiai játékok éremtáblázata kézilabdában | Az 1996. évi nyári olimpiai játékok éremtáblázata kézilabdában | Az 1996. évi nyári olimpiai játékok éremtáblázata kézilabdában | Az 1996. évi nyári olimpiai játékok éremtáblázata kézilabdában | Olimpia  |
| -------------------------------------------------------------- | -------------------------------------------------------------- | -------------------------------------------------------------- | -------------------------------------------------------------- | -------------------------------------------------------------- | -------- |
|                                                                | Ország                                                         | Arany                                                          | Ezüst                                                          | Bronz                                                          | Összesen |
| 1.                                                             | Horvátország (CRO)                                             | 1                                                              | 0                                                              | 0                                                              | 1        |
|                                                                | Dánia (DEN)                                                    | 1                                                              | 0                                                              | 0                                                              | 1        |
| 3.                                                             | Svédország (SWE)                                               | 0                                                              | 1                                                              | 0                                                              | 1        |
|                                                                | Dél-Korea (KOR)                                                | 0                                                              | 1                                                              | 0                                                              | 1        |
| 5.                                                             | Spanyolország (ESP)                                            | 0                                                              | 0                                                              | 1                                                              | 1        |
|                                                                | Magyarország (HUN)                                             | 0                                                              | 0                                                              | 1                                                              | 1        |
|                                                                |                                                                |                                                                |                                                                |                                                                |          |
| Összesen                                                       | Összesen                                                       | 2                                                              | 2                                                              | 2                                                              | 6        |

## Érmesek

### Férfi torna
| Az 1996. évi nyári olimpiai játékok érmesei férfi kézilabdában | Az 1996. évi nyári olimpiai játékok érmesei férfi kézilabdában | Az 1996. évi nyári olimpiai játékok érmesei férfi kézilabdában | Az 1996. évi nyári olimpiai játékok érmesei férfi kézilabdában |
| --- | --- | --- | -------------------------------------------------------------- |
| Arany | Ezüst | Bronz |                                                                |
| Horvátország (CRO) | Svédország (SWE) | Spanyolország (ESP) |                                                                |
| Vladimir Jelčić Goran Perkovac Irfan Smajlagić Božidar Jović Alvaro Načinović Vladimir Šujster Bruno Gudelj Nenad Kljaić Iztok Puc Zoran Mikulić Patrik Ćavar Venio Losert Valner Franković Slavko Goluža Valter Matošević Zlatko Saračević | Tomas Svensson Martin Frändesjö Mats Olsson Robert Hedin Magnus Wislander Tomas Sivertsson Ola Lindgren Per Carlén Erik Hajas Johan Pettersson Stefan Lövgren Robert Andersson Pierre Thorsson Staffan Olsson Magnus Andersson Andreas Larsson | Jaume Fort Demetrio Lozano José Salvador Esquer Rafael Guijosa Fernando Hernández Raúl González Iñaki Urdangarín Josu Olalla Mateo Garralda Talant Dujsebajev Jesús Fernández Alberto Urdiales Jordi Nuñez Juan Pérez José Javier Hombrados Aitor Etxaburu |                                                                |

### Női torna
| Az 1996. évi nyári olimpiai játékok érmesei női kézilabdában | Az 1996. évi nyári olimpiai játékok érmesei női kézilabdában | Az 1996. évi nyári olimpiai játékok érmesei női kézilabdában | Az 1996. évi nyári olimpiai játékok érmesei női kézilabdában |
| --- | --- | --- | ------------------------------------------------------------ |
| Arany | Ezüst | Bronz |                                                              |
| Dánia (DEN) | Dél-Korea (KOR) | Magyarország (HUN) |                                                              |
| Anja Andersen Camilla Andersen Kristine Andersen Heidi Astrup Tina Bøttzau Marianne Florman Conny Hamann Anja Hansen Anette Hoffman Tonje Kjærgaard Janne Kolling Susanne Lauritsen Gitte Madsen Lene Rantala Gitte Sunesen Anne Dorthe Tanderup | Cso Unhi Han Szonhi Hong Dzsongho Ho Szunjong Kim Dzsongsim Kim Unmi Kim Dzsongmi Kim Misim Kim Nang Kvak Hjedzsong I Szangun Im Ogjong Mun Hjangdzsa O Szongok O Jongnan Pak Csongnim | Erdős Éva Farkas Andrea Hoffmann Beáta Kántor Anikó Kocsis Erzsébet Kökény Beatrix Mátéfi Eszter Mátyás Auguszta Meksz Anikó Nagy Anikó Németh Helga Pádár Ildikó Siti Beáta Szántó Anna Szilágyi Katalin Tóth Beatrix |                                                              |